# بازدوو (شلسویگ-هولشتاین)
بازدوو (به آلمانی: Basedow) یک شهر در آلمان است که در هرتسوگتوم لاونبورگ واقع شده‌است.
 بازدوو  ۶۹۹ نفر جمعیت دارد.